# Jean-Gabriel Daragnès
Jean-Gabriel Daragnès est un peintre et graveur français né le 2 avril 1886 à Bordeaux, mort le 25 juillet 1950 à Neuilly-sur-Seine,.

## Biographie
Jean-Gabriel Daragnès était un peintre, graveur, un éditeur et illustrateur de livres, notamment d'ouvrages que l'on désigne désormais communément sous le vocable d'illustrés modernes. Au premier chef de ses réalisations, figurent entre autres une édition remarquée de Suzanne et le Pacifique de Jean Giraudoux, La Chanson de Roland (1932), ou encore La Ballade de la geôle de Reading d'Oscar Wilde (gravures sur bois, 1917). Il a collaboré, en tant que directeur artistique, à la maison d'édition Émile-Paul Frères, qui lui doit nombre de ses plus belles réussites (il a également collaboré aux éditions de La Banderole et à celles de la Sirène principalement en tant que directeur artistique et maître typographe). Il a été peintre de la Marine de 1933 jusqu'en 1942.
Daragnès avait installé son atelier avenue Junot, à Montmartre, en 1925, en finançant ce projet grâce à une vente de ses plus belles réalisations antérieures. Ce lieu a vu passer les meilleurs prosateurs du temps (Pierre Mac Orlan, Supervielle, Giraudoux, Léon-Paul Fargue), ainsi que les illustrateurs associés à cette période dorée des livres illustrés par l'estampe (Gus Bofa, Dignimont, Chas Laborde, Dunoyer de Ségonzac, Carlos-Reymond, André Villeboeuf...). Louis-Ferdinand Céline, ami personnel de Daragnès, fréquenta également l'atelier.
En 1928, Daragnès fait imprimer sur ses presses un premier ouvrage, Le Bar de la fourche d'Auguste Gilbert de Voisins, illustré de gravures sur bois par Pierre Falké et édité par Elvire Choureau:726 . Elvire Choureau épaule Daragnès lorsque celui-ci est nommé par les autorités publiques président de la section du livre d'art (la « classe 52 ») de l’Exposition internationale de 1937:371.
Les ouvrages édités en son atelier portent au colophon, en plus de la marque du « Cœur fleuri » la devise latine : Insita cruce, cor floret, empruntée à la légende de Tristan et Iseult.
Outre ses gouaches (notamment de voyages, et principalement maritimes), Jean-Gabriel Daragnès est avant tout un virtuose des gravures au burin sur acier ou cuivre, sur bois et de l'estampe en général.  Il figure parmi les meilleurs illustrateurs d'ouvrages de littérature illustrée de la première moitié du vingtième siècle. Par exemple, en 1945, il illustre le recueil de Noël Bureau Rigueurs visible ici
Jean-Gabriel Daragnès fit partie de l'exposition Les chefs-d'œuvre des illustrateurs contemporains (avec Albert Decaris, Bernard Buffet, Michel Ciry, Gabriel Dauchot, Jacques Houplain, André Minaux, Pierre-Yves Trémois) organisée par le Comité national de livre illustré français au musée-bibliothèque de Toulon en mai 1957. Une exposition lui a été consacrée en 2007 aux Musées de Sens. D'autre part, l'écrivain Baptiste-Marrey, qui fut son apprenti typographe, a dirigé en 2001 un ouvrage collectif qui lui est consacré. 
Peintre de la Marine française en 1933, illustrateur (ouvrages de littératures), éditeur, peintre.

## Principaux livres illustrés
- Charles-Louis Philippe, Marie Donadieu, Mornay, collection Les Beaux Livres, 1921
- André Salmon, L'Amant des Amazones, Éditions de la Banderole, 1921
- Pierre Mac Orlan, À bord de l'Étoile Matutine, Editions G. Crès, 1921
- Rudyard Kipling, La lumière qui faillit, Georges Crès & Cie, 1922
- Wolfang Goethe, Faust, Éditions de la Roseraie, 1924
- Jean Giraudoux, Visite chez le Prince, frontispice,Paris, Émile-Paul Frères, 1924
- Pierre Mac Orlan, Marguerite de la nuit, Émile-Paul Frères, 1925
- Tristan Derème, Caprice, frontispice, Émile-Paul Frères, 1930
- Le Grand Meaulnes, 1930[4]
- Jules Michelet, Genèse de la mer, Les Bibliophiles du Palais, 1937
- Jules Renard, Poil de Carotte, Les éditions Prétextes, 1939
- Henri de Régnier, Trois Contes à soi-même (livre unique manuscrit avec calligraphie de Guido Colucci), Paris, 1940.
- Rainer Maria Rilke, Chant de l'amour et de la mort duu cornette Christoph Rilke, Émile-Paul Frères, 1940
- Tony Bouilhet (préf. Abel Bonnard), L'Orfèvrerie française au XXe siècle, Émile-Paul Frères, 1941
- Pierre Mac Orlan, Entre-Temps gris, Editions-Daragnès, Paris, 1943, Illustrations de Daragnès, tirage limité à 45 exemplaires numérotés.
- Georges Champeaux, La Grande Messe des Morts de Hector Berlioz, plaquette pour Columbia Pathé-Marconi, 1944
- Seize Signatures pour une, plaquette pour les parfums Carrère, 1946
- Edgar Allan Poe, Poèmes d'Edgar Poe, Éditions Textes Prétextes, 1949
- Pierre Mac Orlan, Éloge de Daragnès, Manuel Bruker, 1956